# 하이마크 스타디움 (피츠버그)
하이마크 스타디움(Highmark Stadium)은 미국의 축구 전용 경기장으로 펜실베이니아주 피츠버그에 위치하고 있으며 USL 챔피언십 피츠버그 리버하운즈의 홈 경기장이다.